# 펠리페 구티에레스
펠리페 알레한드로 구티에레스 레이바(스페인어: Felipe Alejandro Gutiérrez Leiva feˈlipe ɣuˈtjeres[*], 1990년 10월 8일, 킨테로 ~)는 칠레의 축구 선수로, 현재 칠레 클럽 우니베르시다드 카톨리카에서 미드필더로 활약하고 있다.

## 클럽 경력

### 우니베르시다드 카톨리카
2004년, 구티에레스는 에베르톤 데 비냐델마르에서 유소년 축구에 입문하였다. 4년 후, 그는 우니베르시다드 카톨리카에 스카우트되어 이적하였다. 2009년, 구티에레스는 불과 18세의 나이에 프로 데뷔를 하였다. 그리고, 산 페드로 데 아타카마와의 코파 칠레에서 데뷔골을 성공시켰고, 이 선제골을 통해 "UC"는 이 경기를 4-0의 압도적인 결과로 끝냈다. 2010년 대회의 후반기에 펠리페 구티에레스는 2010년 7월 31일에 오히긴스와의 경기에서 득점, 최종일 에베르톤의 상대로 득점, 총 2골로 우니베르시다드 카톨리카의 일원으로써 캄페오나토 나시오날 데 칠레를 우승하였다. 이 득점으로 경기의 5-0 승리에 쐐기를 꽂았고, 결과는 UC가 산 카를로스 데 아포킨도를 따돌고 얻어낸 우승이었다.
2011년, 아페르투라에서, 그는 콜로-콜로전, 우니베르시다드 데 칠레전과 큰 경기에서 골을 넣고, 우수한 활약을 펼치면서 능력을 과시하였다. 대회에서, 우니베르시다드 카톨리카는 우니베르시다드 데 칠레와의 결승전에서 1-4로 패하면서 준우승을 거두었다. 그리코 코파 칠레 2011에서는 3경기를 모두 선발로 출전하였고, 마가야네스와의 결승전에도 나왔다.
2012년 아페르투라에서, 7골을 득점하여 팀내 득점 1위를 기록하였다. 2012년 코파 리베르타도레스에서, 그는 2골을 득점하였는데, 이 골들은 모두 후니오르 데 바란키야 콜롬비아를 상대로 기록한 것이었다.

### 트벤터
2012년 6월 12일, 에레디비시의 트벤터 이적이 확정되었다. 네덜란드 클럽은 선수의 70%를 사들이기 위해 우니베르시다드 카톨리카에게 $3.7M을 지불하였다. 그는 2012년 8월 2일, FK 믈라다 볼레슬라프와의 UEFA 유로파리그 3차 예선전에서 73분에 그라운드로 나가며 클럽 공식 데뷔전을 가졌다. 2012년 8월 30일, 부르사스포르와의 UEFA 유로파리그 플레이오프 경기에서 첫 트벤터 공식골을 득점하였으며, 이 골로 팀은 3-1 리드를 잡았고 최종적으로 4-1로 승리함에 따라 네덜란드 클럽은 조별 리그에 진출하였다.

## 수상

### 클럽
우니베르시다드 카톨리카
- 프리메라 디비시온: 2010
- 코파 칠레: 2011

### 국가대항전
- 코파 델 파시피코: 2012

### 개인
- 에레디비시 최우수 선수: 2013-14[1]